# Femoro-acetabuläres Impingement

Verschiedene Typen des FAI

Beim Femoro-Acetabulären Impingement, kurz: FAI (Enge-Syndrom zwischen Hüftkopf und -pfanne) kommt es zu einem knöchernen Anschlag zwischen dem gelenknahen Anteil des Oberschenkelknochens und der Pfanne des Hüftgelenks. Durch Beugung der Hüfte oder Drehung des Beines nach innen kommt es zu einschießenden Leistenschmerzen. Ursache dieser Schmerzen kann ein mechanischer Konflikt zwischen dem vorderen Pfannenrand am Becken oder seiner zirkulären knorpligen Gelenklippe und dem vorderen Schenkelhals des Oberschenkelknochens sein.
Grundsätzlich unterscheidet man zwischen einem Pincer-FAI (Fehlstellung der Hüftpfanne in Form einer Retrotorsion oder zu stark ausgeprägter Oberschenkelkopfüberdachung) und einem Cam-FAI (knöcherne Vorsprünge am gelenknahen Oberschenkelhals). Reine Pincer- oder  Cam-FAI sind jedoch eher selten. In den meisten Fällen tritt eine Kombination aus beiden Typen auf.

## Symptome
- tiefer Leistenschmerz
- durchdringende Schmerzen bei der Hüftbeugung
- stechende Schmerzen bei langem Sitzen
- stechende Schmerzen an der Außenseite des Hüftgelenks bei längerem Stehen oder Gehen, der sich mit der Zeit das Bein hinunter bis in den Fuß ausbreiten kann
- dumpfer Hüftschmerz beim Sexualverkehr (z. B. bei der Frau in Rückenlage)
- Bewegungseinschränkungen in der Hüfte, vor allem bei Beugung
- Bei entsprechender körperlicher Beanspruchung kommt es zu einer schmerzhaften Einschränkung der Hüftbeweglichkeit.

Der Schmerz ist auslösbar durch Adduktion und gleichzeitige Innenrotation. Anders als bei der Coxarthrose verschwindet der Innenrotationsschmerz schon bei leichter Abduktion. Durch das Anschlagen des Hüftkopfes an die Pfanne entstehen oft Verletzungen am Labrum acetabuli sowie Risse oder Einblutungen an Knorpel, Bändern oder Gelenklippe. Langfristig kommt es zu einem chronischen Reizzustand und zu irreparablen Gelenkschädigungen.
Im Spätstadium kommt es fast immer zu einer Coxarthrose. Auch bei jüngeren Patienten kann dies zu einer vorzeitigen und fortschreitenden Abnutzung des Hüftgelenks führen, was Bewegungseinschränkungen im Alltag zur Folge haben kann.

## Diagnostik
- Röntgen:
  - Missverhältnis bei der Überdachung des Hüftgelenks: besonders die Retroversion der Hüftpfanne gilt als Risikofaktor des Pincer-Typs. Sie kann mit Hilfe des ischial spine signs, des posterior wall signs, des cross-over signs und des davon abgeleiteten Acetabulären Retroversions-Index (ARI) auf Standard-Röntgenaufnahmen des Hüftgelenks ermittelt werden.
  - Knöcherne Anlagerungen am Schenkelhals (per Lauenstein-Aufnahme)
- Magnetresonanztomographie
  - konventionelle MRT
  - MR-Arthrogramm (MRT nach vorheriger Injektion mit Kontrastmittel)
- spezielle Tests:
  - Bewegungstests z. B. Adduktion und gleichzeitige Innenrotation → stechender Schmerz in der Leiste
  - Impingement-Test
  - Infiltration des Hüftgelenkes mit Lokalanästhetika
- Dynamische Simulation der Bewegung der Hüfte: Von CT-Scans oder MRTs lässt sich mittels Upgrade eine Analyse mit 3D-Bewegungssimulationen erstellen.[1][2] Hierdurch können die Bewegungen des Hüftgelenkes dynamisch und dreidimensional betrachtet werden und ein eventuelles Impingement simuliert werden. Diese Untersuchung ist kein Standard und es ist unklar, wann dabei von einem Impingement gesprochen werden kann, denn irgendwann kommt es immer zu einem knöchernen Konflikt, d. h. der Stellenwert für die Diagnostik ist nicht geklärt.

## Therapie
- konservativ:
  - NSAR
  - Intraartikuläre Injektionen
  - Physikalische Therapie:
    - Elektrotherapie, z. B. Iontophorese
    - Bäder
    - Fango

  - Physiotherapie
- operativ:
  - Hüftarthroskopie. Die Hüftarthroskopie stellt bei Versagen der konservativen Therapie eine komplikationsarme minimalinvasive Behandlungsmethode dar, die Beschwerden nachhaltig zu beseitigen und das Entstehen einer Coxarthrose zu verhindern. Das o. g. CAM-Impingement stellt hierbei eine Domäne der arthroskopischen Therapie dar. Ein reines Pincer-Impingement ist auf arthroskopischen Weg nur schwer anzugehen, jedoch können auch beim Pincer-Impingement die Symptome (Bewegungseinschränkung durch Verhärtung/Kontraktur der Gelenkkapsel, Weichteilwucherungen und Entzündung der Gelenkschleimhaut, ein sekundäres Engesyndrom im Bereich des vorderen Gelenkes, Auffaserungen der Gelenklippe, korrespondierende knöcherne Anbauten am Schenkelhals etc.) auf arthroskopischem Weg gut angegangen werden.
  - Chirurgische Hüftluxation mit Offset-Korrektur
  - Umstellungsosteotomie
  - Gelenkersatz (bei ausgeprägter Coxarthrose)